# Петар Текелија
Петар Аврамович Текелија, познат и као Петар Попович Текелија (1720—1792) је био руски фелдмаршал српског порекла. Он се по руски презива Аврамович, зато што Руси у свом календару нису нашли име "Ранко", па су написали "Аврам".

## Биографија
Рођен је у Араду, на Петровдан, на просторима тадашње Војне Крајине (Хабзбуршка монархија). Био је син арадског оберкапетана Ранка Текелије и Алојзије - Алке, кћерке Мојсеја Рашковића. Мојсеј Рашковић је био раније бан од Новог Пазара, па у Аустрији пуковник и врховни капетан Подунавске границе, у Шаренграду. Свадба Ранка Текелије је и у песми опевана, јер је његов отац са војском кроз турску територију прошао да би снају довео у Банат. Петар је био стриц, српског мецене Саве Текелије.
По опису од стране једног хроничара био је Петар висок и леп човек, са танким дугим брковима, притом одлучног наступа и одважног држања. Наводно је само Текелија а са њим и његов ађутант капетан Петар Манојловић, имао право од официра у руској војсци да "носи науснице" (бркове). Царица Катарина II је 1788. године приметила да он врло личи на цара Петра Великог, па је тада у граду Херсону наредила да га портретишу. Готов портрет је однела у Петерсбург, у своју царску галерију Ермитаж.
Учествује у аустријској војсци у Рату за аустријско наслеђе (1741—1748), а затим је добио чин капетана. Заменио је иако врло млад свог болесног оца, као командант капетаније. По повратка из рата 1748. године у Араду се посвађао са оцем (јер му није хтео препустити чету) и дом породични је тада напустио. Прешао је у руско поданство где је направио изузетну каријеру, кренувши од капетанског чина. Повео је са собом тада дечака, полубрата Лазара Текелију, који се уз њега показао добрим руским официром. Лазар је био 1773. године рањен у рату са Турцима у Влашкој и искористио је допуст, да посети завичај и посети своје у Араду. Подпуковник Лазар је касније ослепео од тог рањавања и живео је на свом поседу у селу Александровки, где је и сахрањен 1813. године. Тамошњу Вознесенску цркву градиле су Текелије и Јузбаша.
У борби са пруским драгонима, један непријатељ је Петру расцепио сабљом главу средином лобање до изнад обрва. Лекари су му гвозденим обручем стегли главу, а он се јуначки држао док страшна рана није зарасла. За успешно командовање у Седмогодишњем рату (1756—1763) у бици код Колина и у Руско-турском рату (1768—1774) при заузимању Браиле и опсади тврђаве Брендери, добио је 1770. године команду над Новом Србијом и чин генерал мајора.
У аустријско-турском рату је са својим Србима хусарима, у боју под градом Брендером храброст и успех показао. Царица Катарина II му је тада Орден Св. Ђорђа са крстом дала. А за ратне заслуге код Браиле, добио је Орден Св. Ане I класе.
Као генерал лајтант (од 1774) Петар Текелија је 4. јула 1775. године вештим војничким маневром (без проливене крви) уништио табор запорошких козака Сич. Похапсио је њихове старешине на челу са Кочом и послао их у Петерсбург. У његовом корпусу блиски сарадник је тада био Србин, пуковник Максим Чорба. За тај успех добио је од царице Катарине II велико имање Пребитовка у Витебској губернији, са још 25 малих села. Искористио је наклоност руске царице да 1775. године измоли избављење генерала Јована Хорвата из прогонства у Вологди. Текелији је припао Орден Александра Невског са звездом.
У Руско-турском рату (1787—1791) истакао се као командант трупа (84.000 људи) на фронту од Црног до Каспијског мора које су потукле Турке. Добио је 22. септембра 1786. године чин генерала каваљерије или генерала шефа.
Одликован је највишим руским одликовањима, поред наведених и ордена Светог Владимира. Након тешке повреде настале падом са коња (1788), Текелија је почео слабити. До 1790. године успешно је обавио ратну мисију у Азији, против Турака и кавкаских Татара. Затражио је пензионисање и трајно се вратио у Нову Србију.

## У Новомиргороду
Умро је након пензионисања у Новомиргороду, на свом имању 1792. године; није се никад женио. Али је из ванбрачне везе са једном "милосницом" имао двоје незаконите деце, сина и кћерку. Они ће га ипак већим делом наследити и убрзо после његове смрти имање сасвим упропастити - изгубити. Синовац Сава Текелија је отпао као главни наследник; остало је на томе што му је слао новац и на крају дао већи износ рубаља, при последњем виђењу. Сахрањен је Текелија у тамошњој саборној православној цркви Св. Николе, чијој је изградњи знатно допринео. Тај храм је срушен 1930. године, али је његов споменик сачуван и пренет у градски музеј у Кировграду.
Генерал Текелија је имао имање са двором у јужном делу Новомиргорода, на брегу. Синовац Сава Текелија је ту провео пола године 1787-1788. године и подробно описао сјај Текелијин. До његовог дома грађеног од храстовине водио је главни друм, уз који су биле нанизане куће (70) Црногораца. У великом дворишту била је у средини огромна кућа са преко 20 просторија. Кућа је имала паркет на поду, а намештај, посуђе и уметничке слике и таписерије су сведочиле о луксузу. Ту је генерал приређивао велике прославе и забаве са музичком пратњом и богатом закуском. На источној страни дворишта било је 16 колиба у којима су живеле његове слуге за рад у кући и великој башти. У пространом дворишту је пажњу привлачила велика штала за 70 коња. На пола сата хода ван града налазио његов велики пчелињак, а близу и шума са ораницама површине 2000 "десетина". Такође на обали реке Буг постојало је велико село Михеј или Микхево, од 300 кућа са "турском" воденицом од 12 каменова. Све је то било Текелијино. Сава је по налогу стричевом пре рат 1787. године ишао у Москву да купи црквено одело вредно 1000 рубаља за његову православну цркву у селу Михеју. Био је Петар Текелија 1782. године ктитор градске православне дрвене цркве, посвећене Св. Апостолима Петру и Павлу. Али та богомоља намењена Црногорцима је пострадала 1820. године.